# Fabolous
Джон Девід Джексон (англ. John David Jackson; нар. 18 листопада 1977, Бруклін, Нью-Йорк, США), більш відомий як Fabolous - американський репер.

## Біографія
Джон Девід Джексон народився 18 листопада 1977 року в сім'ї домініканського та афроамериканського походження. Кар'єра Джексона почалася, коли він навчався у старшій школі. Йому вдалося потрапити на радіошоу американського продюсера та музичного виконавця DJ Clue, а потім на Hot 97. Згодом Джексон підписав контракт із лейблом DJ Clue Desert Storm, а потім з Elektra Records. Перший реліз Fabolous, Ghetto Fabolous 2001 року, завдяки хіт-синглам «Can not Deny It» і «Young'n (Holla Back)» прославив Джексона. Його другий реліз, Street Dreams 2003 року, був підтриманий двома синглами, що потрапили в Топ-10, «Can not Let You Go» і «Into You».
У січні та березні 2003 року Fabolous був заарештований за те, що у його машині було виявлено незареєстровану зброю. Охоронець Джексона пізніше довів, що сам володіє цією зброєю. Вранці 17 жовтня 2006 в Манхеттені після виходу з ресторану Justin's, що належить Шону «Діді» Комбсу, Fabolous був поранений у праву ногу і доставлений до місцевої лікарні, з якої був виписаний через вісім днів.
У 2004 році після виходу з Elektra Джексон підписав контракт з Atlantic Records, де випустив Real Talk, свій перший та єдиний альбом із цим лейблом. У 2006 році Джексон був звільнений від контракту з Atlantic і офіційно підписав контракт із Def Jam Recordings. Також у 2006 році Джексон заснував власний лейбл Street Family Records. У 2007 році він випустив альбом From Nothin' to Somethin' на лейблі Def Jam. У 2009 році Fabolous продовжив випуск свого п'ятого альбому Loso's Way. Протягом багатьох років Джексон випустив кілька мікстейпів, у тому числі кілька частин своїх знаменитих циклів The Is No Competition і The SOUL Tape. У 2014 році Fabolous випустив свій шостий альбом The Young OG Project. Останній на даний момент альбом репера Summertime Shootout 3: Coldest Summer Ever вийшов у 2019 році.

## Особисте життя
В інтерв'ю журналу XXL Fabolous розповів, що був у довгострокових відносинах зі стилістом Емілі Бустаманте (з 2002 року), що недавно з'явилася у VH1 Love & Hip Hop. У нього та його подруги 16 лютого 2008 року народився син на ім'я Йохан Джексон. 2 червня 2015 року у пари народився другий син Джонас. 10 жовтня 2020 року у пари народилася третя дитина, дочка Джорні Ізабелла Джексон.

## Дискографія
Студійні альбоми
- Ghetto Fabolous (2001)
- Street Dreams (2003)
- Real Talk (2004)
- From Nothin' to Somethin' (2007)
- Loso's Way (2009)
- The Young OG Project (2014)
- Summertime Shootout, Vol. 2 (2016)
- Friday on Elm Street (разом з Jadakiss) (2017)
- Summertime Shootout 3: Coldest Summer Ever (2019)

## Фільмографія
| Рік  | Назва                   | Роль   | Примітки             |
| ---- | ----------------------- | ------ | -------------------- |
| 2006 | Дуже страшне кіно 4     | Gunman | Камео                |
| 2009 | Loso's Way: The Movie   | Loso   | Головна роль / автор |
| 2012 | Loso's Way 2: The Movie | Loso   | Головна роль / автор |

| Рік  | Назва                            | Роль        | Примітки           |
| ---- | -------------------------------- | ----------- | ------------------ |
| 2005 | The Apprentice                   | Самого себе | Сезон 3, епізод 1  |
| 2007 | Wild 'N Out                      | Самого себе | Сезон 4, епізод 5  |
| 2011 | The Game                         | Самого себе | Сезон 4, епізод 8  |
| 2015 | Wild 'N Out                      | Самого себе | Сезон 7, епізод 1  |
| 2017 | The Untitled Action Bronson Show | Самого себе | Сезон 1, епізод 27 |

## Нагороди та номінації
| American Music Awards - 2007 — Favorite Rap/Hip Hop Male Artist (номінація) ASCAP Rhythm and Soul Music Awards - 2008 — Top Rap Song, "Make Me Better" Grammy Awards - 2010 — Best Rap Performance by a Duo or a Group, "Money Goes, Honey Stays" with Jay-Z (номінація) - 2005 — Best Rap/Sung Collaboration, "Dip It Low" with Christina Milian (номінація) Teen Choice Awards - 2007 — Best Choice: Rap Artist (номінація) - 2003 — Choice Rap Track, "Can't Let You Go" with Lil Mo and Mike Shorey (номінація) - 2003 — Choice R&B/Hip Hop Track, "4Ever" with Lil Mo (номінація) | BET Awards - 2010 — Best Male Hip Hop Artist (номінація) - 2010 — Best Collaboration, "Say Aah" with Trey Songz (номінація) - 2010 — Best Viewer's Choice, "Say Aah" with Trey Songz (номінація) BET Hip Hop Awards - 2014 — Best Mixtape, The Soul Tape 3 (номінація) - 2009 — Viewer's Choice, "Throw It in the Bag" with The-Dream - 2007 — Best Hip Hop Collabo, "Make Me Better" with Ne-Yo(номінація) The Source Awards - 2003 — Best Rap/R&B Collabo, "Can't Let You Go" with Lil Mo and Mike Shorey (номінація) - 2003 — Trendsetter of the Year (номінація) |